# 미야자와 사에
미야자와 사에(일본어: 宮澤 佐江, 1990년 8월 13일 ~ )는 일본 출신의 아이돌이며, 여성 아이돌 그룹 전 SNH48 팀SII 멤버 및 SKE48 팀S 멤버, 리더이다.

## 내력
2006년
- 《AKB48 오프닝 멤버 오디션》에 응모해 스태프의 실수로 원서가 누락되어 서류에서 탈락. 이후 누락된 사실을 알게 된 스태프가 추가 멤버 오디션 당시 본인에게 연락, 2기 오디션에 참여하게 됨. 2월 26일, 《제2기 AKB48 추가 멤버 오디션》에 합격. 구 팀K의 일원이 되었다.
- 4월 1일, AKB48 극장에서의 팀K 첫날 공연으로, 공연 데뷔.
- 10월 25일 발매의 메이저 데뷔 싱글 〈만나고 싶었어〉로 첫 선발 멤버가 된다. 이후, 2012년 8월 발매의 27th 싱글 〈깅엄 체크〉까지, 두 번의 가위바위보 대회의 승자에 의한 선발곡을 제외한 모든 싱글의 표제곡에 선발 멤버가 된다.

2007년
- 6월 27일, 아키모토 사야카·나카니시 리나와 AKB48 첫 파생 유닛 《Chocolove from AKB48》을 결성해, 〈내일은 내일의 그대가 태어나요〉로 데뷔(2008년 활동 중단).
- 8월 25일 개봉의 《전염가》에 C 짱 역으로 영화 첫 출연.
- 12월 31일, AKB48로서 《제58회 NHK 홍백가합전》에 첫 출장.

2008년
- 1월 8일 ~ 3월 25일, 《올바른 왕자 만드는 법》(TV 도쿄)에 키도 코하루 역으로 드라마 첫 출연.

2009년
- 6월부터 7월에 걸쳐 실시된 《AKB48 13th 싱글 선발 총선거 〈신께 맹세코 진심입니다〉》에서는 14위로, 싱글 선발이 되었다[1].
- 8월 21일, 퍼스트 사진집 《그녀》를 발매. 촬영은 일본 아이돌로서는 사상 최초가 되는 캄보디아에서 실시되었다.
- 10월 23일, 퍼스트 DVD 《그녀》를 발매. 2009년도 연간 매상 1위를 기록했다.
- 10월 30일 ~ 11월 8일 AKB 가극단 《∞・Infinity》에서, 주연·무라사메 루카 역을 맡는다(아키모토 사야카와의 더블 캐스트).

2010년
- 3월 23일, 아메바 블로그에서 같은 office48 소속의 AKB48 멤버 6명이서 공식 블로그 《1LDK 6명 생활》을 스타트.
- 5월부터 6월에 걸쳐 실시된 《AKB48 17th 싱글 선발 총선거 〈어머니께 맹세코, 진심입니다〉》에서는 9위로 첫 TOP10에 들어가며, 미디어 선발이 되었다[2][3].
- 10월 7일, 분카 방송에서 《AKB48 아키모토 사야카·미야자와 사에의 웃카리 채널》이 방송 개시.

2011년
- 1월 20일 ~ 2월 18일, AKB48 뮤지엄 홍콩에서 《미야자와 사에 사진전》 개최[4].
- 2월 27일, AKB48 연구생 공연에서 게스트로 출연해, 같은 office48 소속의 아키모토 사야카·우메다 아야카·마스다 유카와 4명이서, AKB48 파생의 신유닛 《DiVA》로서 avex trax로부터 데뷔하는 것이 발표되었다[5].
- 4월 1일 개봉의 영화 《고교 데뷔》에서 타카하시 마미 역으로 출연. 이 역을 위해 머리카락을 싹둑 잘라, 쇼트 컷이 되었다.
- 4월 11일, 전자 사진집 《GIRL MEETS BOY》를 발매. AKB48 멤버 첫 남장 그라비아 사진집이 되었다.
- 5월 18일, DiVA로서 〈달의 뒷면〉으로 데뷔[6].
- 5월부터 6월에 걸쳐 실시된 《AKB48 22nd 싱글 선발 총선거 〈올해도 진심입니다〉》에서는 11위가 되어, 미디어 선발이 되었다[7][8].
- 6월 20일, 아메바 블로그에서 〈미야자와 사에 공식 블로그 《오야스미나사에》〉를 스타트.
- 10월 6일, 분카 방송에서 《ViVADiVA!》가 방송 개시.

2012년
- 1월 7일, 경마 버라이어티 프로그램 《나마우마》(후지 TV)의 MC로 기용되어, 첫 단독 레귤러 방송이 시작된다.[9][10].
- 5월부터 6월에 걸쳐 실시된 《AKB48 27th 싱글 선발 총선거》에서는 11위로, 선발이 되었다[11][12].
- 8월 24일, 《AKB48 in TOKYO DOME~1830m의 꿈~》 첫날 공연에서, SNH48으로 이적하는 것이 발표되었다[13].
- 11월 1일, SNH48에 이적.

2013년
- 1월 12일, 중국·상하이시에서 SNH48의 피로연 공연 〈Give Me Power!〉가 개최되었지만, 스즈키 마리야와 함께 중국에서 예능 활동을 하기 위한 비자가 발행되지 않아 참가할 수 없었다.
- 1월 27일, 《리퀘스트 아워 세트리스트 베스트 100 2013》에서, 자신이 유닛 센터를 맡은 〈기적은 딱 맞춰 오지 않아〉가 극장 공연곡 최고 순위가 되는 2위를 획득했다[14][15].
- 4월 28일, 《AKB48 그룹 임시총회~흑백 가려야 하지 않겠는가!~》 최종일 밤 공연에서, AKB48 팀K를 겸임하는 것이 발표되어[16], 동일자로 겸임이 개시되었다[17].
- 6월 8일, 《AKB48 32nd 싱글 선발 총선거》에서는 10위로, 선발에 들어갔지만, 그 스피치에서 SNH48에 전념하는 것을 발표. AKB48와의 겸임을 해소하는 것이 되었다[18].
- 6월 24일, AKB48 팀K와의 겸임 해제[19].
- 10월 11일, 상하이의 SNH48 극장에서 행해진 〈최종 벨이 울린다〉 공연에, 스즈키 마리야와 함께 SNH48 멤버로서 첫 출연[20].
- 11월 11일, SNH48의 신 팀이 결성되어, 팀SII에 배속되었다.

2014년
- 1월 8일 ~ 3월 31일, 지구 고저스 프로듀스 공연 Vol.13 《쿠자리아나의 날개》에 코르리 역으로 출연.
- 2월 24일, Zepp DiverCity에서 개최된 《AKB48 그룹 대조각 축제》에서, SKE48 팀S와의 겸임과 동팀의 캡틴을 맡는 것이 발표되었다[21].
- 4월 4일, 사이타마 수퍼 아레나에서 열린 〈AKB48 그룹 봄 콘서트 in 사이타마 수퍼 아레나~추억은 전부 여기에 버리고 가!~〉 SKE48 단독 콘서트에서, SKE48 멤버로서 첫 출연.[22].
- 4월 25일, 대조각 후 신 체제로의 〈제복의 싹〉 공연 첫날에, SKE48 극장 공연에 첫 출연[23].
- 5월부터 6월에 걸쳐 실시된 《AKB48 37th 싱글 선발 총선거》에서는 12위로, 선발에 들어갔다[24].

2015년
- 5월부터 6월에 걸쳐 실시된 《AKB48 41st 싱글 선발 총선거》에서는 8위로, 선발에 들어갔다[25].
- 12월 16일, 후지 TV 《2015 FNS 가요제》에서, AKB48 그룹 졸업을 발표했다[26].

2016년
- 3월 16일, SNH48 극장에서 최종 공연으로 기해 SNH48 팀SII 겸임해제.
- 3월 31일, SKE48 극장 공연에 기해 SKE48 팀S 졸업.
- 4월 1일, AKB48 극장에서 AKB48 2기생 10주년 기념 구 팀K 특별공연에 참가.

2018년
- 7월 31일을 기해 소속 중인 플레이브 엔터테인먼트와의 계약 종료, 연예 활동을 일시 휴지 하는 것을 5월 24일에 발표했다[27][28].

2019년
- 3월부터 AKB48의 동료인 미야자키 미호, 야마우치 스즈란, 오오호리 메구미, 이시다 하루카, 이와타 카렌, 이타노 토모미, 카사이 토모미와 현역 AKB48 멤버인 오카베 린과 AKB48 자매그룹인 SKE48 전멤버인 이시다 안나와 NGT48의 전멤버인 오기노 유카와 같은 호리프로 소속이다.

## SNH48·SKE48에서의 참가곡

### 싱글 CD 선발곡
SKE48 명의
- 不器用太陽 / 서투른 태양
  - 放課後レース / 방과 후 레이스 - 팀S 명의
- 12月のカンガルー / 12월의 캥거루
  - 消えない炎 / 꺼지지 않는 불꽃 - 팀S 명의
- コケティッシュ渋滞中 / 코케티시 정체 중
  - DIRTY - 팀S 명의
  - 僕は知っている / 나는 알고 있어
- 前のめり / 앞으로 기우뚱
  - 素敵な罪悪感 /  멋진 죄책감  - 팀 S 명의

AKB48 명의
- 〈永遠プレッシャー 영원 프레셔〉에 수록
  - 私たちのReason / 우리의 Reason
- さよならクロール / 안녕 크롤
- 恋するフォーチュンクッキー / 사랑하는 포춘 쿠키
  - 最後のドア / 마지막 문
  - 涙のせいじゃない / 눈물 탓이 아니야
- 〈ラブラドール・レトリバー 래브라도 리트리버〉에 수록
  - 今日までのメロディー / 오늘까지의 멜로디
- 心のプラカード / 마음의 플래카드
- 望的リフレイン / 희망적 리프레인
- 〈Green Flash〉에 수록
  - 世界が泣いてるなら / 세계가 울고 있다면 - SKE48 명의
- 僕たちは戦わない / 우리는 싸우지 않아
  - Summer side - 셀렉션 16 명의
- ハロウィン・ナイト / 할로윈 나이트
- 唇にBe My Baby / 입술에 Be My Baby
  - 背中言葉 / 등 너머로 하는 말

### 극장 공연 유닛곡
SNH48 명의
SNH48 1기생 〈최종 벨이 울린다〉 공연
- 对不起我的宝贝（ごめんね ジュエル） / 미안해 주얼

팀SII 1st Stage 〈최종 벨이 울린다〉 리바이벌 공연
- 对不起我的宝贝（ごめんね ジュエル） / 미안해 주얼

SKE48 명의
팀S 5th Stage 〈제복의 싹〉 공연
- 万華鏡 / 만화경
- 女の子の第六感 / 여자 아이의 제6감

## AKB48에서의 참가곡

### 싱글 CD 선발곡
- 会いたかった / 만나고 싶었어
- 制服が邪魔をする / 교복이 방해를 해
- 軽蔑していた愛情 / 경멸하고 있던 애정
- BINGO!
- 僕の太陽 / 나의 태양
- 夕陽を見ているか? / 석양을 보고 있니?
- ロマンス、イラネ / 로맨스, 필요 없어
- 桜の花びらたち2008 / 벚꽃의 꽃잎들 2008
- Baby! Baby! Baby!
- 大声ダイヤモンド / 큰 목소리 다이아몬드
- 10年桜 / 10년 벚꽃
- 涙サプライズ! / 눈물 서프라이즈!
- 言い訳Maybe / 변명 Maybe
- RIVER
- 桜の栞 / 벚꽃 책갈피
  - 遠距離ポスター / 원거리 포스터 - 팀PB 명의
- ポニーテールとシュシュ / 포니테일과 슈슈
  - マジジョテッペンブルース / 마지여고 정상 블루스
- ヘビーローテーション / 헤비 로테이션
  - ラッキーセブン / 럭키 세븐
  - 野菜シスターズ / 야채 시스터즈 - 야채 시스터즈 명의
- Beginner
- 〈チャンスの順番 찬스의 차례〉에 수록
  - 予約したクリスマス / 예약해둔 크리스마스
  - ALIVE - 팀K 명의
- 桜の木になろう / 벚나무가 되리
- 誰かのために -What can I do for someone?- / 누군가를 위해서-What can I do for someone?-
- Everyday、カチューシャ / Everyday, 카츄샤
  - これからWonderland / 이제부터 Wonderland
  - ヤンキーソウル / 양키 소울
- フライングゲット / 플라잉 겟
  - 青春と気づかないまま / 청춘이란 걸 깨닫지 못한 채
  - 野菜占い / 야채 점 - 야채 시스터즈 2011 명의
- 風は吹いている / 바람은 불고 있어
- 〈上からマリコ 위에서부터 마리코〉에 수록
  - ノエルの夜 / 노엘의 밤
  - ゼロサム太陽 / 제로섬 태양 - 팀K 명의
- GIVE ME FIVE!
  - 羊飼いの旅 / 목동의 여행 - 스페셜 걸즈B 명의
- 真夏のSounds good ! / 한여름의 Sounds good !
  - 君のために僕は… / 너를 위해 나는…
- ギンガムチェック / 깅엄 체크

### 극장 공연 유닛곡
팀K 1st Stage 〈PARTY가 시작돼요〉 공연
- スカート、ひらり / 스커트, 휘이익
- 星の温度 / 별의 온도

팀K 2nd Stage 〈청춘 걸즈〉 공연
- Blue rose
- ふしだらな夏 / 흐트러진 여름

팀K 3rd Stage 〈뇌내 파라다이스〉 공연
- 君はペガサス / 너는 페가수스

해바라기조 1st Stage 〈나의 태양〉 공연
- 愛しさのdefense / 사랑스러움의 defense

해바라기조 2nd Stage 〈꿈을 죽게할 수는 없어〉 공연
- 初めてのジェリービーンズ / 첫 젤리 빈즈

팀K 4th Stage 〈최종 벨이 울린다〉 공연
- ごめんね ジュエル / 미안해 주얼

팀K 5th Stage 〈거꾸로 오르기〉 공연
- 愛の色 / 사랑의 색

THEATRE G-ROSSO 〈꿈을 죽게할 수는 없어〉 공연
- 初めてのジェリービーンズ / 첫 젤리 빈즈
※후지에 레이나·타카죠 아키·나카가와 하루카·스즈키 마리야의 스탠바이

팀K 6th Stage 〈RESET〉 공연
- 奇跡は間に合わない / 기적은 딱 맞게 오지 않아
※유닛 센터

## 출연

### 영화
- 전염가 (2007년 8월 25일 개봉, 쇼치쿠) - C 짱 역
- 3D 보이즈 (2009년 7월 4일 개봉, FREAK ENTERTAINMENT)
- 고교 데뷔 (2011년 4월 1일 개봉, 아스믹 에이스 엔터테인먼트) - 타카하시 마미 역
- 울트라맨 사가 (2012년 3월 24일 개봉, 쇼치쿠) - 사와(타카야마 사와코) 역

### 드라마
- 올바른 왕자 만드는 법 (2008년 1월 8일 ~ 3월 25일, TV 도쿄) - 키도 코하루 역
- 연공 (2008년 8월 2일 ~ 9월 13일, TBS) - 마나미 역
- 철도 아가씨~Girls be ambitious~ 제5·6화 (2008년 11월 7·14일, TV 카나가와·교토 방송·선 TV) - 후지 급행선 카와구치코 역 역무계 오오츠키 미나 역
- 러브 레터 제10 ~ 35화 (2008년 12월 5일 ~ 2009년 1월 16일, TBS) - 노노무라 치에(중학생 시절) 역
- 마지스카 학원 (2010년 1월 15일 ~ 3월 26일, TV 도쿄) - 가쿠란 역
- 말도 안돼! 제5화 (2010년 2월 10일, MBS TV) - 타카노 아야 역
- 벚꽃으로부터의 편지 ~AKB48 각각의 졸업 이야기~ (메인 2월 28일·3월 2일, 닛폰 TV) - 미야자와 사에 역
- 마지스카 학원 2 (2011년 4월 15일 ~ 7월 1일, TV 도쿄) - 가쿠란(쵸란) 역
- 카운터의 두 사람 시즌 2 (2013년 1월 11일, TwellV) - #11 미요시 아키 역
- 엉터리 히어로 제6화 (2013년 5월 9일, 요미우리 TV) - 호시노 모에 역
- 탐방 거대 터미널 (2013년 9월 28일, NHK BS 프리미엄) - 본인 역
- Dr.너스에이드 (2014년 11월 7일, 닛폰 TV) - 히라노 역

### 무대
- AKB 가극단 〈∞・Infinity〉 (2009년 10월 30일 ~ 11월 8일, 시어터 G 로쏘) - 주연:무라사메 루카 역 - 아키모토 사야카와의 더블 캐스트
- 스페이스 워즈 재연 (2010년 7월 22일, 도쿄 글로브좌)
- 수퍼 LIVE 쇼 〈더블 히로인〉 (2011년 9월 22일·24일 ~ 26일, 시나가와 스테라 볼)
- 지구 고저스 프로듀스 공연 Vol.13 〈쿠자리아나의 날개〉 (2014년 1월 8일 ~ 2월 20일, 아카사카 ACT 시어터/2월 26일 ~ 3월 1일, 아이치 현 예술 극장/3월 7일 ~ 12일, 커낼 시티 극장/3월 18일 ~ 31일, 우메다 예술 극장) - 코르리 역
- 뮤지컬 〈AKB49~연애 금지 조례~〉 (2014년 9월 11일 ~ 16일, 아이아 시어터 도쿄) - 주연 우라카와 미노리 역
- 지구 고저스 〈지구 고저스 20th Anniversary GALA CONCERT〉 (2015년 3월 29일, 마이하마 엠퍼시어터)
- 뮤지컬 〈왕가의 문장〉 (2016년 8월, 제국 극장) - 캐럴 역